# Oscar Osthoff
Oscar Paul Osthoff (Milwaukee, 23 marzo 1883 – Indianapolis, 9 dicembre 1950) è stato un sollevatore statunitense.
Partecipò alle gare di sollevamento pesi ai Giochi olimpici di Saint Louis 1904, dove vinse una medaglia d'oro nel sollevamento all-around e una medaglia d'argento nel sollevamento pesi a due mani.
Dal 1910 al 1911, Osthoff fu allenatore di football americano al Washington State College.

## Palmarès
In carriera ha conseguito i seguenti risultati:
- Giochi olimpici

St. Louis 1904: una medaglia d'oro nel sollevamento all-around e una medaglia d'argento nel sollevamento pesi a due mani.